# یواس‌اس کیووا (ای‌تی-۷۲)
یواس‌اس کیووا (ای‌تی-۷۲) (به انگلیسی: USS Kiowa (AT-72)) یک کشتی بود که طول آن ۲۰۵ فوت (۶۲ متر) بود. این کشتی در سال ۱۹۴۲ ساخته شد.